# من أول لمسة
هو الألبوم الغنائى الثالث عشر لمحمد منير ويعد التعاون الثاني مع شركة ديجيتك التي أنتجت الألبوم، وقد قام منير بتصوير أربع أغان من الألبوم هم. قبل ماتحلم فوق ويا حبيبى عدلى تانى ومن أول لمسة وليلى

## بيانات
إنتاج: ديجيتك للإنتاج الفنى

تاريخ الإصدار:1996 في مصر 

التسجيل: أستوديوهات ديجيتك 

المنتج الفنى: عمرو محمود

المنتج المنفذ: خالد جمال

ديجيتال ماستر: محمد صقر

تصوير الغلاف: راكز عبد الملك

## قائمة الأغانى
| الترتيب | الاسم               | الزمن | كلمات           | تلحين          | توزيع         |
| ------- | ------------------- | ----- | --------------- | -------------- | ------------- |
| 1.      | قلبك على قلبى       | 04:28 | عادل عمر        | عمرو محمود     | عمرو محمود    |
| 2.      | بالحظ والصدف        | 05:32 | بهاء الدين محمد | حسن أبو السعود | أشرف عبده     |
| 3.      | عمر عينى            | 04:51 | مصطفى كامل      | عصام كاريكا    | محمد عرام     |
| 4.      | يا حبيبى عودلى تانى | 04:11 | فتحى قورة       | منير مراد      | أشرف محروس    |
| 5.      | يا أنا              | 04:24 | مجدي نجيب       | عمر بوليتو     | علاء الكاشف   |
| 6.      | قلبك الشاطر         | 04:30 | على سلامة       | وجيه عزيز      | أشرف محروس    |
| 7.      | سر الحياة           | 05:03 | كوثر مصطفى      | عمرو أبو نادى  | عمرو أبو نادى |
| 8.      | من أول لمسه         | 05:04 | مجدي نجيب       | وجيه عزيز      | عمرو أبو نادى |
| 9.      | قبل ما تحلم         | 04:07 | بهاء الدين محمد | عمرو محمود     | محمد عرام     |
| 10.     | ليلى                | 04:39 | مجدي نجيب       | عمرو محمود     | عمرو محمود    |

## عن الألبوم
من أفضل ألبومات محمد منير، وأضاف لشعبيته الكثير وقد غير من شكل الاغنية المصرية بشكل كبير فقد دفع الناس للرجوع اللى الاهتمام بكلمات الأغانى من بعد ما تركز الاهتمام خلال تلك الفترة على الإيقاع واللحن فقط

ويصنف البعض من جمهور منير أنتاجه الغنائى لفترتين، فيحدد نهاية الفترة الأولى وبداية المرحلة التالية بألبوم من أول لمسة

أما عن أغانى الألبوم فيضم أغنية «من أول لمسة» من أجمل ماغنى محمد منير بحق
ويعدها الكثيرون من أغانى منير الثقيلة، وتم تصويره في كليب من أخراج عثمان أبو لبن 

وفي «قلبك الشاطر» يتحدث منير لمصر وقد أستخدم الموزع أشرف محروس في توزيعها التيمة الشهيرة في أغنية مايكل جاكسون they don't care about us

ومن سوء حظ أغنية «قلبك على قلبى».. أن صنفها جمهور منير على انها أقل من المستوى المعتاد عن محمد منير، كأن منير أراد أن يخاطب فئة أخرى من الشعب المصري الغير معتادين على سماع مني رباعتباره مطرب المثقفين حتى لحظتها
ويحتوى كذلك على أولى تجاربه في مجال إعادة احياء الأغانى القديمة
في أغنية «يا حبيبى عودلى تانى» التي غنتها شادية من قبل ولكن كتب الانتشار لها (الأغنية بالطبع لا شادية) بصوت منير